# 惠果

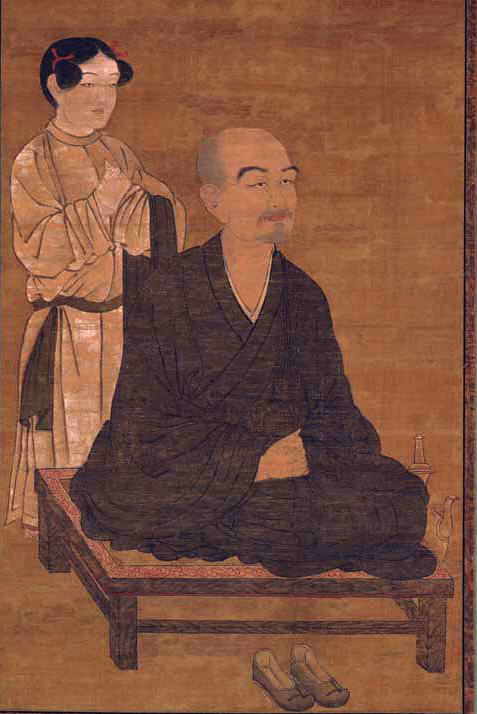
惠果大师

惠果阿闍梨（746年—805年），俗姓馬，京兆昭應縣（今陝西臨潼縣治）人，唐密高僧，真言宗八祖之一，排名第七。

## 简介
九岁时，随不空弟子昙贞受学，后于长安青龙寺剃染，于慈恩寺受戒。
隨從不空大师受两部密宗大法及传法阿阇黎位。之後奉唐代宗奏對法要，為內道場之護持僧，住在長安青龍寺東塔院，並設灌顶道场，时称密宗大师。後來又受唐德宗、唐順宗之崇敬，為三朝之國師，威德高於朝野，四方百姓民眾被感化者很多。義明、義圓、辨弘、慧日、義操、惟上、玫臺、操敏、堅通等，皆入其門。日僧空海入唐，亦謁師，受不空所傳之密藏焉。年六十寂。著有《阿闍梨大曼荼羅灌頂儀軌》一卷，《金剛界金剛密號》一卷等。

## 經歷
惠果又从善无畏弟子玄超受胎藏界及诸尊瑜伽。。
惠果还曾奉敕为华阳公主治病，获唐代宗赐绢、马匹、衣对，惠果皆用于修塔建寺。其教化范围甚广，受法者甚众（来自汉地、中亚、新罗、爪哇）。唐顺宗永贞元年（805年），于青龙寺圆寂。

## 弟子
- 六大弟子
  - 劍南道的惟上。
  - 河北的義円。
  - 新羅的惠日。
  - 訶陵的辨弘。
  - 青龍寺的義明。
  - 日本的空海。回国后创建日本真言宗，使得密教佛法在日本相传。

## 墓所
西安郊外的青龍寺，以及日本土佐市青龍寺這兩地都有分骨墓。